# Sopho Gelovani
Pour les articles homonymes, voir Gelovani (homonymie).
Sopho Gelovani, სოფო გელოვანი, née le 21 mars 1984 à Tbilissi en RSS de Géorgie, est une chanteuse géorgienne.

## Biographie
Le 5 février 2013, elle est choisie pour représenter la Géorgie au Concours Eurovision de la chanson 2013 à Malmö, en Suède avec la chanson Waterfall (Cascade) en duo avec le chanteur géorgien Nodiko Tatishvili.